# Antoni Leopold Węgliński
Antoni Leopold Węgliński (Węgleński) herbu Szreniawa – starosta chełmski w latach 1769–1795, konsyliarz ziemi chełmskiej w konfederacji targowickiej w 1792 roku.
Poseł na sejm 1778 roku z ziemi chełmskiej.